# Maître de conférences
Les appellations maître de conférences et maîtresse de conférences sont employées pour désigner différents types d'enseignants ou enseignants-chercheurs.

## En France
Dans l'enseignement supérieur public, un maître de conférences (abréviation MCF), en France, est un enseignant-chercheur titulaire, en général fonctionnaire, appartenant au corps homonyme, qui correspond en partie aux maîtres-assistants du système antérieur à 1984, comme ces derniers mais à la différence des assistants, les actuels maîtres de conférences doivent être titulaires du doctorat.
Le titre de maître de conférences attribué avant 1984 correspond aux actuels professeurs des universités de 2e classe.
Le titre de maître de conférences est également usité dans les instituts catholiques, étant attribué aux enseignants-chercheurs permanents titulaires d'un doctorat,.
L'Institut d'études politiques de Paris ou l'École nationale d'administration qualifient également certains de leurs enseignants comme maîtres de conférences. Dans ces établissements publics qui ne sont pas soumis à la nomenclature universitaire, il s'agit en réalité le plus souvent de vacataires, généralement contractuels et recrutés sans nécessité de diplôme, de statut ni de qualification aux fonctions de maître de conférence. Ils sont donc encadrés comme les vacataires des universités par le décret no 87-889 du 29 octobre 1987 relatif aux conditions de recrutement et d'emploi de vacataires pour l'enseignement supérieur, et payés à la tâche. Chargés d'enseignement ponctuel ou régulier, fonctionnaires en cumul ou venant du secteur privé, ils assurent diverses tâches (cours, séminaires, travaux dirigés et conférences de méthodes) mais ne sont pas titulaires de chaire et n'appartiennent pas au corps des maîtres de conférences de l'Université.

## En Belgique
Maître de conférences, en Belgique francophone, est le titre (et non le grade) porté par les personnes étrangères au corps académique d'une université et qui, à titre temporaire, y donnent des cours libres ou qui y suppléent un membre du corps académique.

## En Suisse
Le titre équivalent en Suisse romande, institué à la fin des années 1990, est maître d'enseignement et de recherche (MER),,,.
Les candidats doivent être titulaires d'un doctorat. Ils dépendent d'un professeur et font partie du corps intermédiaire.

## Autres pays francophones
Dans plusieurs pays africains, le titre de maître de conférences est utilisé comme dans le système français actuel ou antérieur à 1984.

## Hors des pays francophones
Le terme de maître de conférences est parfois employé pour traduire le terme de docent/dosent/dozent/privatdozent/доцент[réf. souhaitée].
Ce terme est utilisé notamment en Allemagne, en Bosnie-Herzégovine, en Bulgarie, en Croatie, au Danemark, en Estonie, en Finlande, en Hongrie, en Lituanie, en Macédoine, en Norvège, en Pologne, en République tchèque, en Russie, en Serbie, en Slovaquie, en Slovénie, en Suède, en Suisse, en Turquie, en Ukraine.
Il peut être également utilisé pour traduire le titre d'autres catégories d'enseignant du supérieur.